# Miniszterelnöki Kabinetirodát vezető miniszter
A miniszterelnök kabinetfőnöke, teljes címe szerint Miniszterelnöki Kabinetirodát vezető miniszter, a kormánytól független sajtóban és közbeszédben propagandaminiszter Magyarországon 2015-ben létrejött miniszteri tisztség, melyet Rogán Antal tölt be.

## Története

### Előzmények, létrejötte
A harmadik Orbán-kormány előterjesztésére megalkotott hatályos törvényi felsorolást a Magyarország minisztériumainak felsorolásáról szóló 2014. évi XX. törvény tartalmazza. Ez a törvény 2014. június 6-án lépett hatályba. Ezek szerint „Magyarország minisztériumai a Miniszterelnökség mint elsősorban a kormányzati koordinációt ellátó minisztérium és a szakpolitikai feladatokat ellátó minisztériumok”.
2015 őszén Lázár János, a Miniszterelnökséget vezető miniszter felvetette lemondását arra az esetre, ha olyan minisztérium jön létre, amelynek feladatköre nincs megfelelően elválasztva a Miniszterelnökség feladataitól és hatásköreitől.Végül Magyarország minisztériumainak felsorolásáról szóló törvény 2015 októberében módosult.
Létrejött a nem szakminisztériumi jellegű Miniszterelnöki Kabinetiroda, amelynek élén miniszter, a miniszterelnök kabinetfőnöke áll.

## Feladatai
A mindenkori Miniszterelnöki Kabinetirodát vezető miniszter felel:
- a kormány általános politikai koordinációjáért,
- a kormányzati kommunikációért,
- az országmárkáért,
- a turizmusért,
- a vendéglátásért,
- az e-közigazgatásért,
- az informatikáért,
- az e-közigazgatási és informatikai fejlesztések egységesítéséért,
- a közigazgatási informatika infrastrukturális megvalósíthatóságának biztosításáért,
- a mozgóképszakmáért,
- az audiovizuális politikáért,
- az elektronikus hírközlésért,
- a szerencsejáték szabályozásért,
- a polgári nemzetbiztonsági szolgálatok irányításáért, (2022-től)
- a polgári hírszerzési tevékenység irányításáért, (2022-től)
- a minősített adatok védelmének szakmai felügyeletéért. (2022-től)

## Miniszterek listája
| Portré | Név         | Hivatal kezdete   | Hivatal vége | Párt   | Kormány                       |
| ------ | ----------- | ----------------- | ------------ | ------ | ----------------------------- |
|        | Rogán Antal | 2015. október 17. | Hivatalban   | Fidesz | Orbán III. Orbán IV. Orbán V. |

## Államtitkárok listája

### Harmadik Orbán-kormány alatt
- Dr. Biró Marcell: közigazgatási államtitkár
- Dömötör Csaba: parlamenti államtitkár, miniszterhelyettes
- Nagy János: Miniszterelnöki Programirodát vezető államtitkár
- Dr. Tuzson Bence: kormányzati kommunikációért felelős államtitkár

### Negyedik Orbán-kormány alatt
- Dömötör Csaba: miniszterhelyettes, parlamenti államtitkár
- Vidoven Árpád: közigazgatási államtitkár (2019. júliusáig)
- Rédey Krisztina: közigazgatási államtitkár (2019. júliusától)
- Nagy János: Miniszterelnöki Programirodát vezető államtitkár
- Kovács Zoltán: nemzetközi kommunikációért és kapcsolatokért felelős államtitkár (2019. végétől)
- Dr. Tuzson Bence: kormányzati államtitkár (2020. januárjától)

### Ötödik Orbán-kormány alatt[11]
- Dömötör Csaba (parlamenti államtitkár, miniszterhelyettes)
- Rédey Krisztina (közigazgatási államtitkár)
- Kovács József (nemzeti információs államtitkár, nemzetbiztonsági főtanácsadó)
- Kovács Zoltán (nemzetközi kommunikációért és kapcsolatokért felelős államtitkár)
- Máté János (Miniszterelnöki Programirodát vezető államtitkár)
- Nagy János (Miniszterelnöki Irodát vezető államtitkár)
- Papp Károly (polgári nemzetbiztonsági szolgálatokat felügyelő államtitkár)
- Vitályos Eszter (kormányzati kommunikációért felelős államtitkár)
- Tuzson Bence (kormányzati államtitkár)
- Benkő Tamás János (közigazgatási államtitkár)